# Castello di Muggia
Das Castello di Muggia ist eine spätmittelalterliche Burg in Muggia in der italienischen Region Friaul-Julisch Venetien. Sie liegt in erhöhter Position über dem Hafen und gehört heute dem Bildhauer Villi Bossi und seiner Frau Gabriella.

## Geschichte

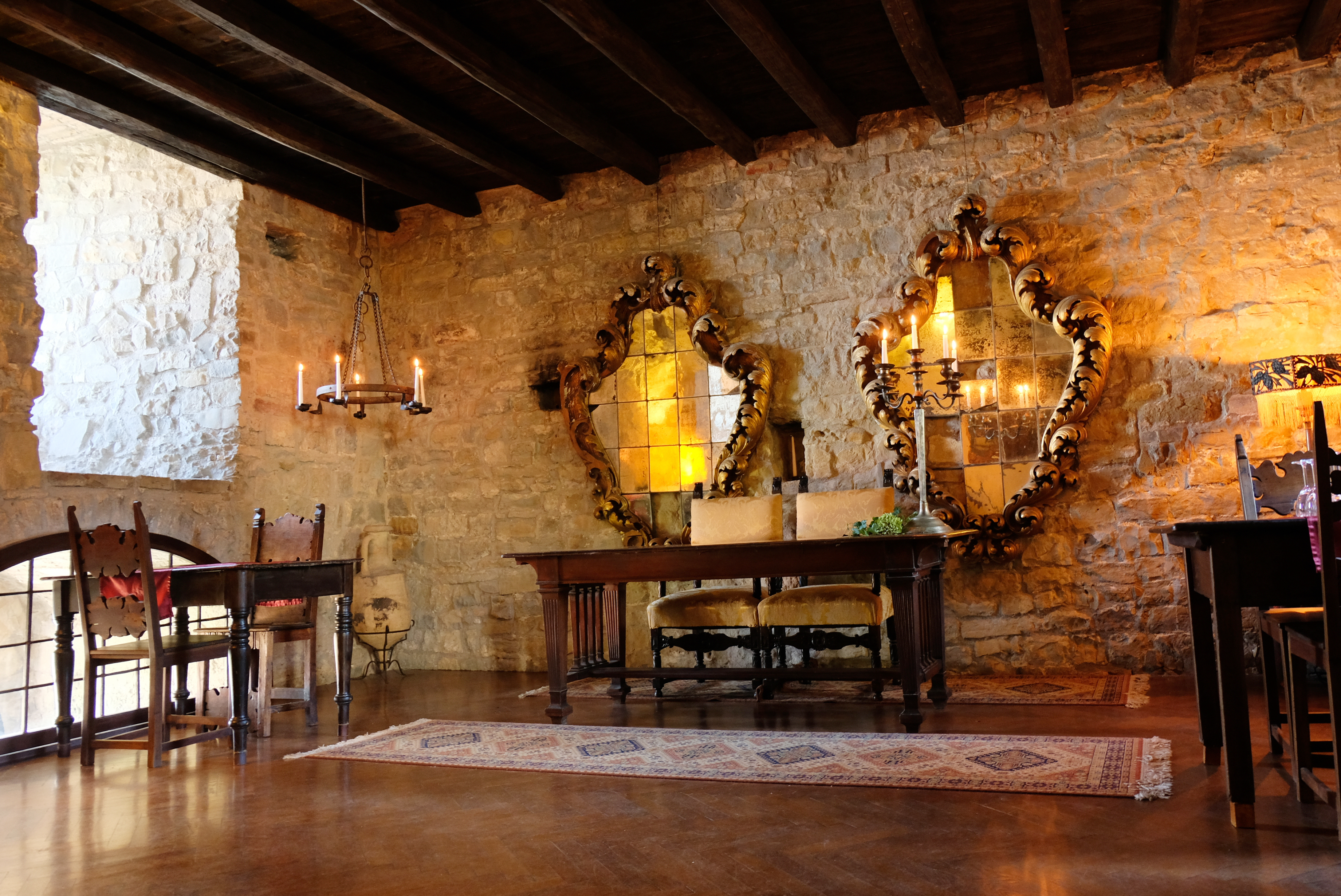
Ein Innenraum der Burg

Der erste Kern der Burg war ein Turm, den der Patriarch von Aquileia, Marquard I. von Randeck, 1374 in einer Gegend errichten ließ, die Borgolauro genannt wurde. Später wurden eine vierseitige Umfassungsmauer und Wachtürme angebaut, um eine Garnison von Soldaten unterzubringen; der Ausbau dauerte bis 1399. Die Zinnen des Turms sind flach, d. h. vom guelfischen Typ.
1701 wurde auf Betreiben von Graf Giovanni Polcenigo mit einer ersten Restaurierung begonnen, die aber erst 1735, auf Betreiben der Regierung der Republik Venedig, in deren Einflussgebiet sich Muggia damals befand, abgeschlossen wurde. Im 19. Jahrhundert geriet die Burg erneut in Verfall, in dem sie fast bis zum Ende des 20. Jahrhunderts verblieb. Dann führten sie die heutigen Eigner zu altem Glanz zurück.

## Besichtigungen
Die Burg befindet sich in Privateigentum, wird aber zu besonderen Gelegenheiten, insbesondere für kulturelle und musikalische Veranstaltungen, für die Öffentlichkeit zugänglich gemacht.